# Bad Ass 2
 (avril 2021).
Si vous disposez d'ouvrages ou d'articles de référence ou si vous connaissez des sites web de qualité traitant du thème abordé ici, merci de compléter l'article en donnant les références utiles à sa vérifiabilité et en les liant à la section « Notes et références ».
Série
Bad Ass
(2012) Bad Asses on the Bayou
(2015)
Pour plus de détails, voir Fiche technique et Distribution.
Bad Ass 2  (Bad Ass 2: Bad Asses) est un film américain réalisé par Craig Moss (en), sorti en 2014.

## Synopsis
Frank Vega est de retour et forme un nouveau tandem avec Bernie Pope, retraité acariâtre et agoraphobe. Leur mission : nettoyer les rues de Los Angeles…

## Fiche technique
- Titre : Bad Ass 2
- Titre original : Bad Ass 2: Bad Asses
- Réalisation : Craig Moss
- Sociétés de production : Sense and Sensibility Ventures et Silver Nitrate Films
- Genre : action
- Pays :  États-Unis
- Langue : anglais
- Durée : 90 minutes
- Dates de sortie : 
  -  États-Unis : 8 avril 2014

## Distribution
- Danny Trejo (VF : Antoine Tomé) : Frank Vega
- Danny Glover (VF : Thierry Desroses) : Bernie Pope
- Andrew Divoff : Leandro Herrera
- Jacqueline Obradors : Rosaria Parkes
- Charlie Carver : Eric
- Patrick Fabian : Officer Malark
- Jonathan Lipnicki : Hammer
- Leon Thom: III : Tucson
- Dante Basco : Gangly Asian
- Ryan Slater : Thin Caucasian
- Rob Mello : Buford Granger
- Sarah Dumont : Jessica